# Ruisseau de la Grange du Breuil
Le ruisseau de la Grange du Breuil est un ruisseau français, affluent du Rouillon.

## Hydrographie
Le ruisseau prend sa source à Épinay-sur-Orge, sur la plaine de la Croix Ronde, en bordure du terrain d’aéromodélisme où se trouvait l'emplacement de l'ancienne ferme de la Grange du Breuil bâtie au XIIe siècle. Puis il longe la sente des Solitaires, nommée ainsi car le sentier égarait les promeneurs solitaires dans le bois, et rejoint le Rouillon dans le bois des Templiers près de la commanderie de Balizy à Longjumeau.
Il a pour caractéristique hydrographique d'avoir sur sa longueur de cinq cents mètres une source principale et des sources d'eau naturelles secondaires venant de la butte des Daunettes, qui alimentent son cours ainsi qu'un affluent sur sa rive droite, le ru des Templiers.

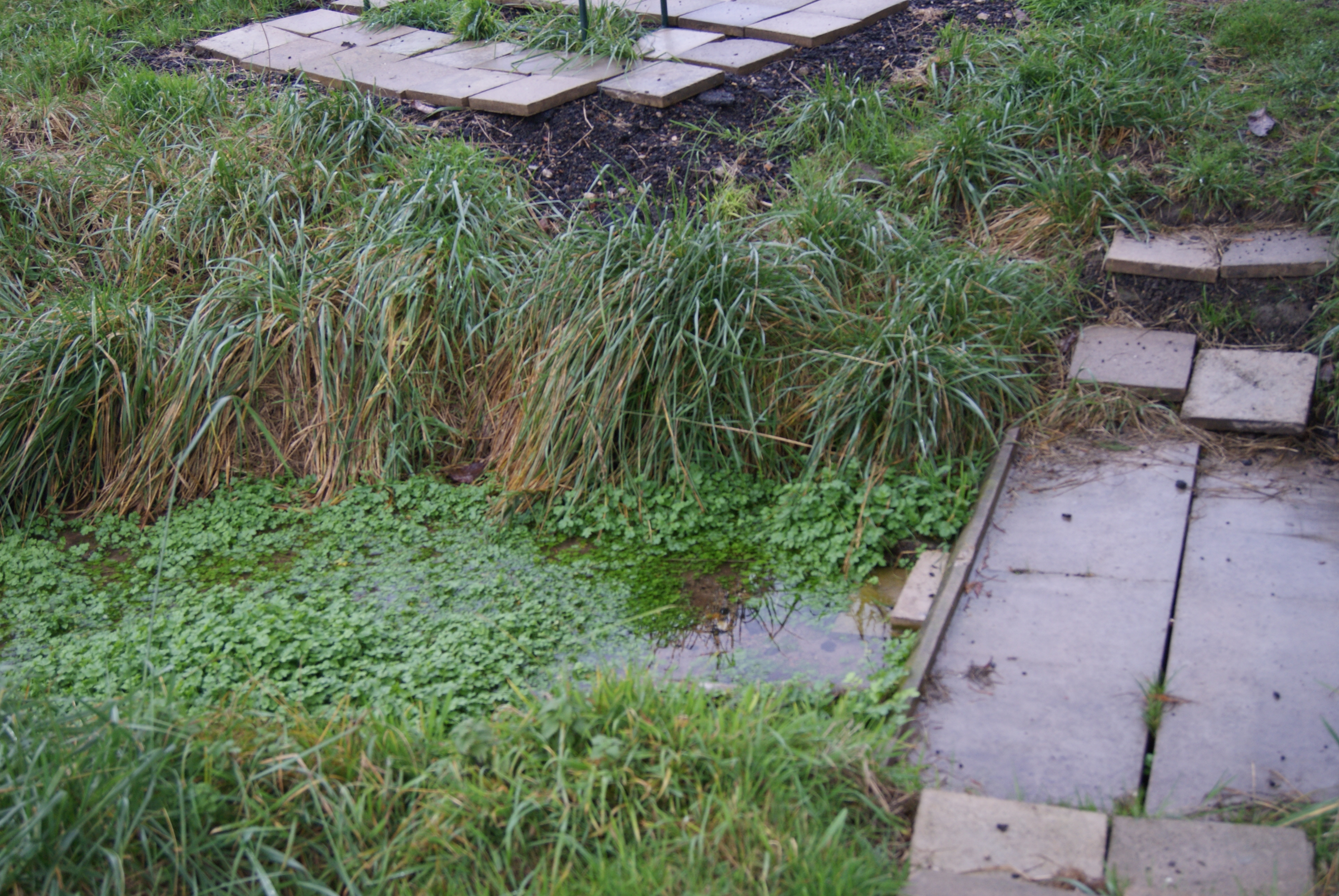
Source du ruisseau de la Grange du Breuil.
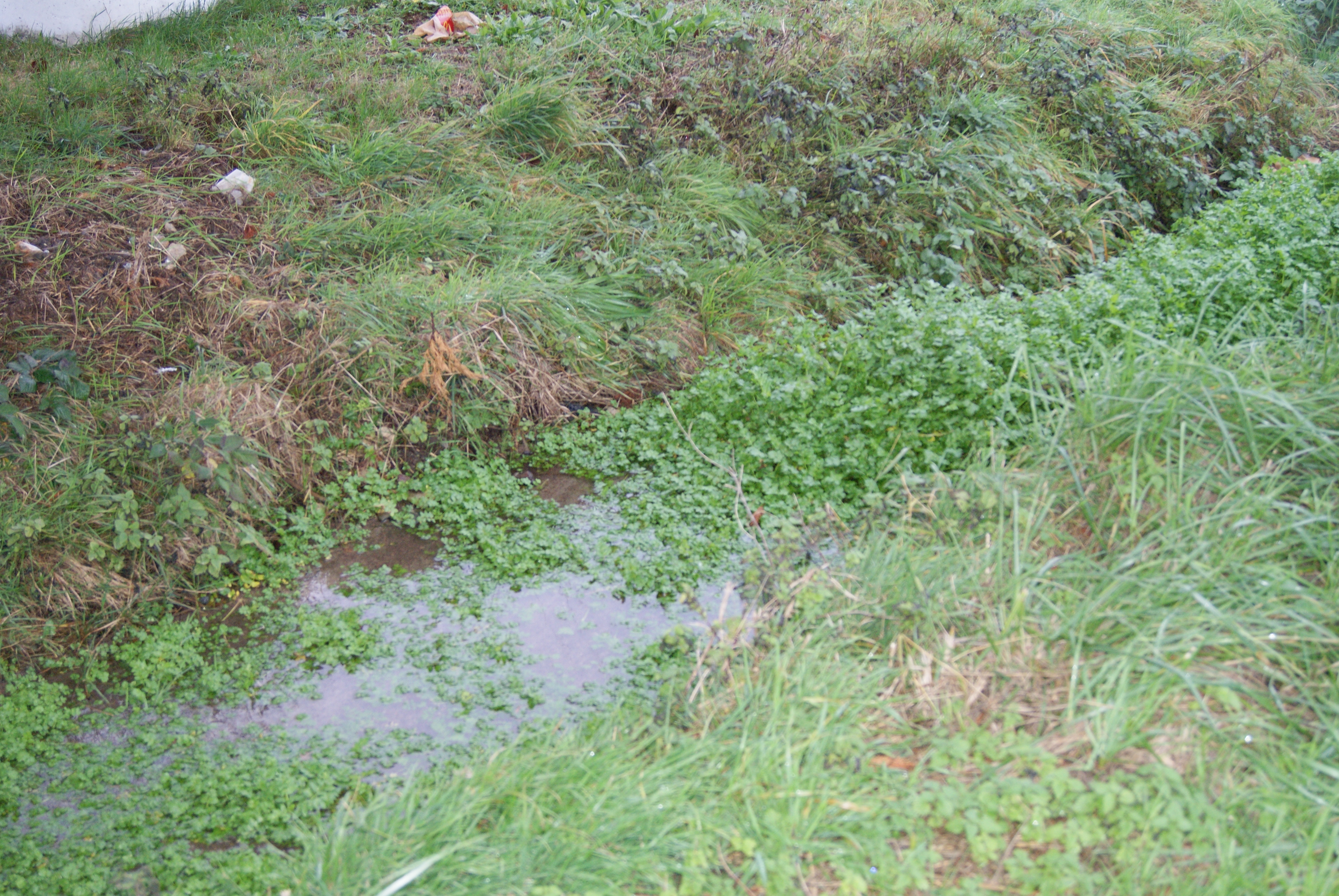
Départ du ruisseau.
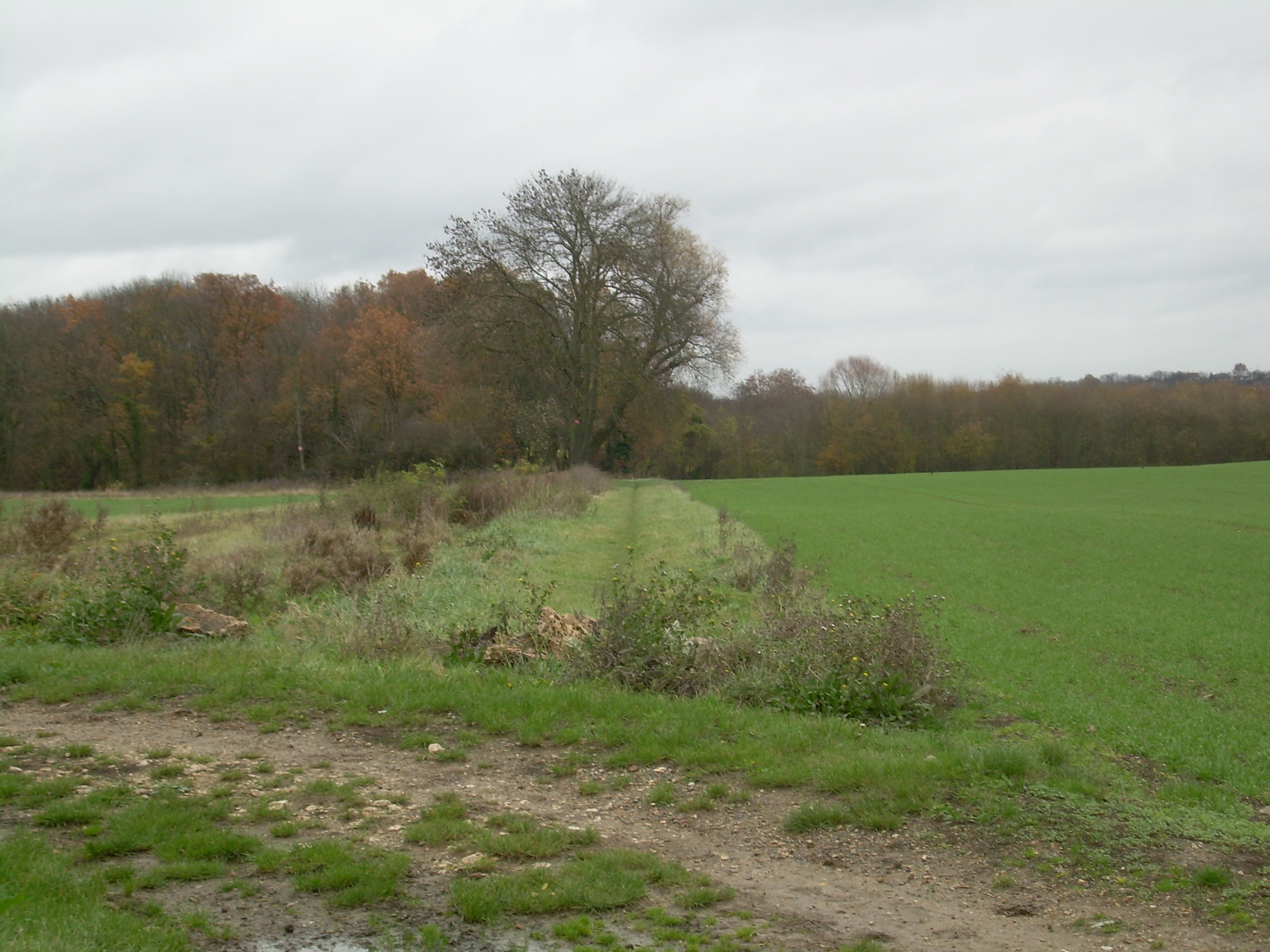
Sente des Solitaires.
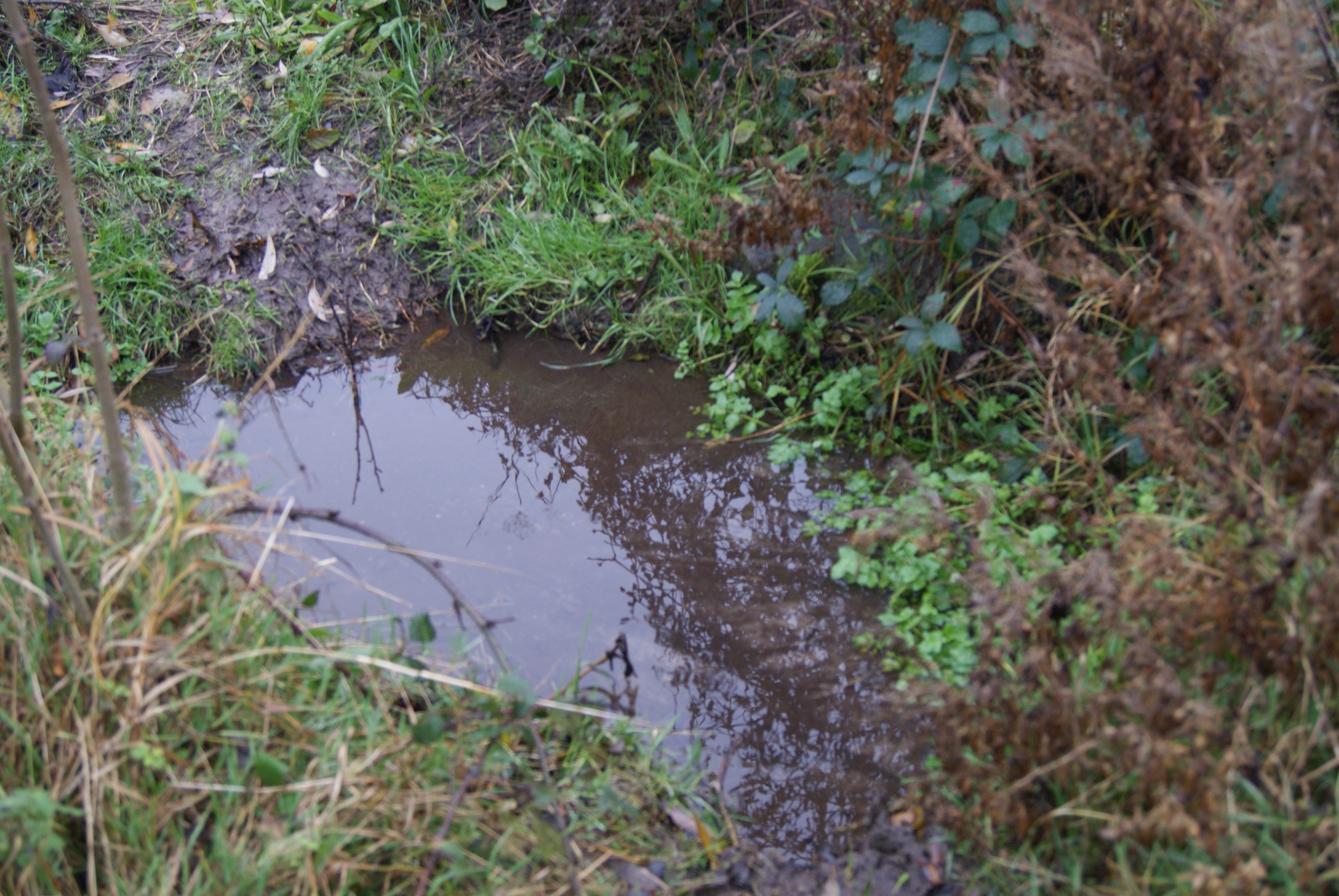
Source d'eau naturelle secondaire.
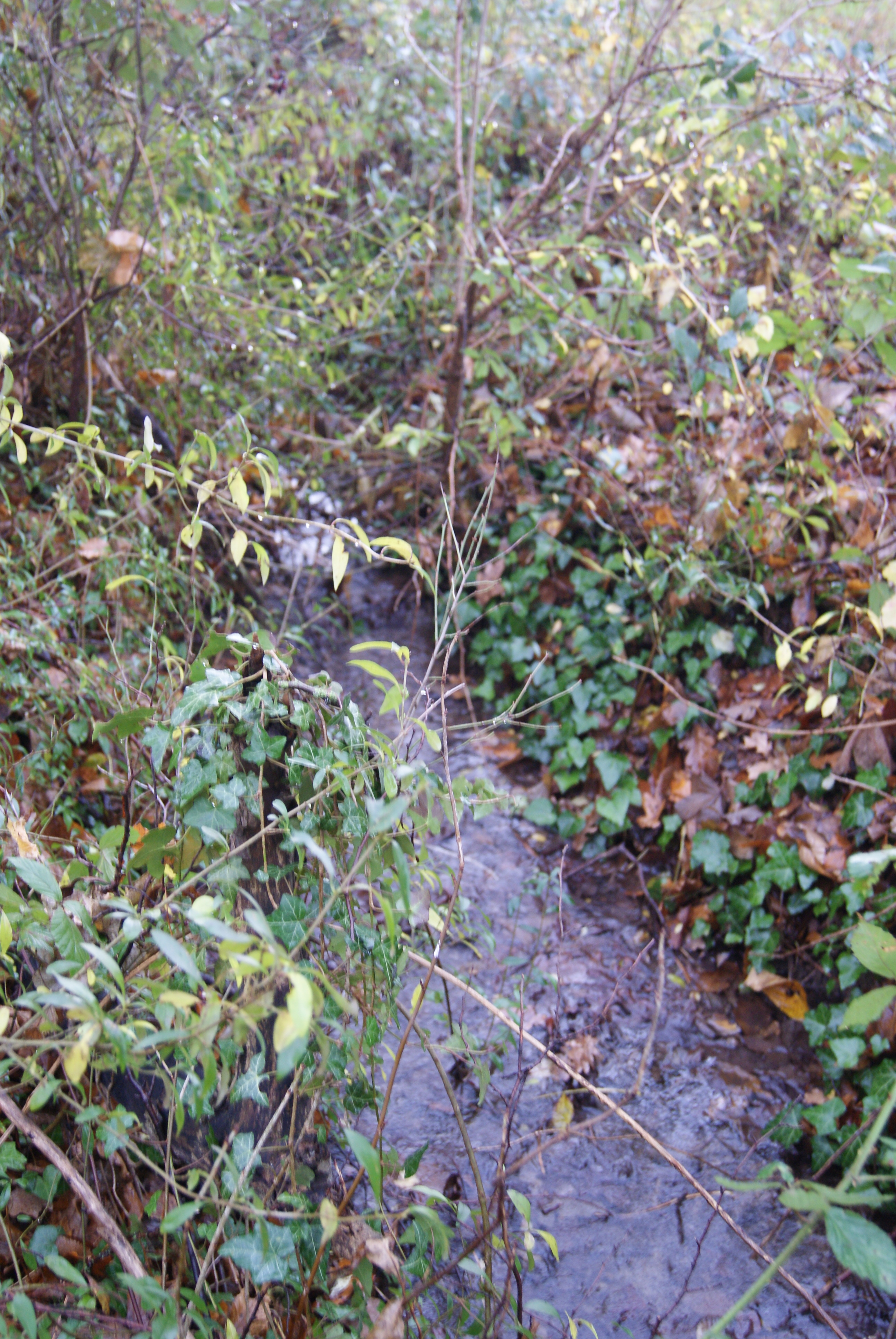
À travers la plaine.
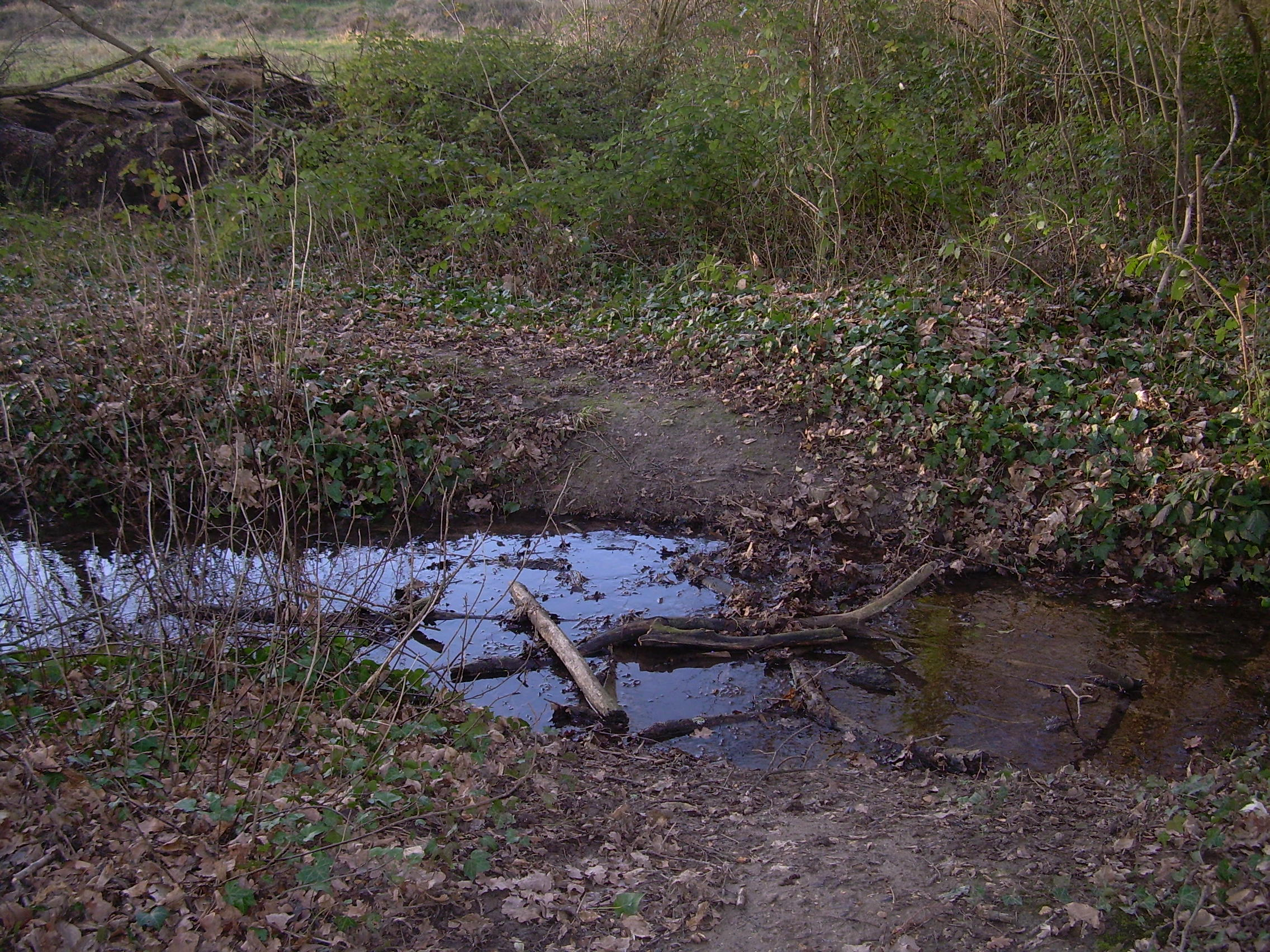
Gué dans le bois.
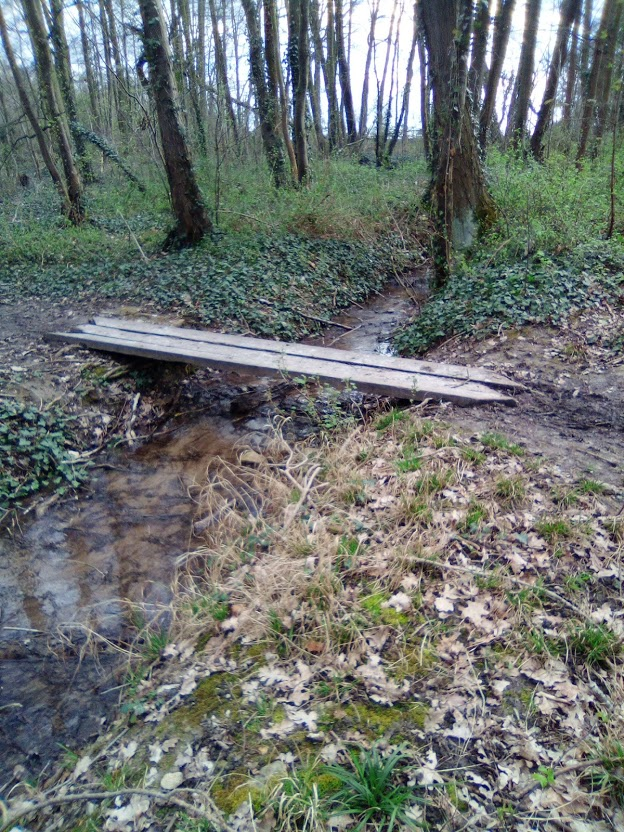
Pont dans le bois des Templiers.
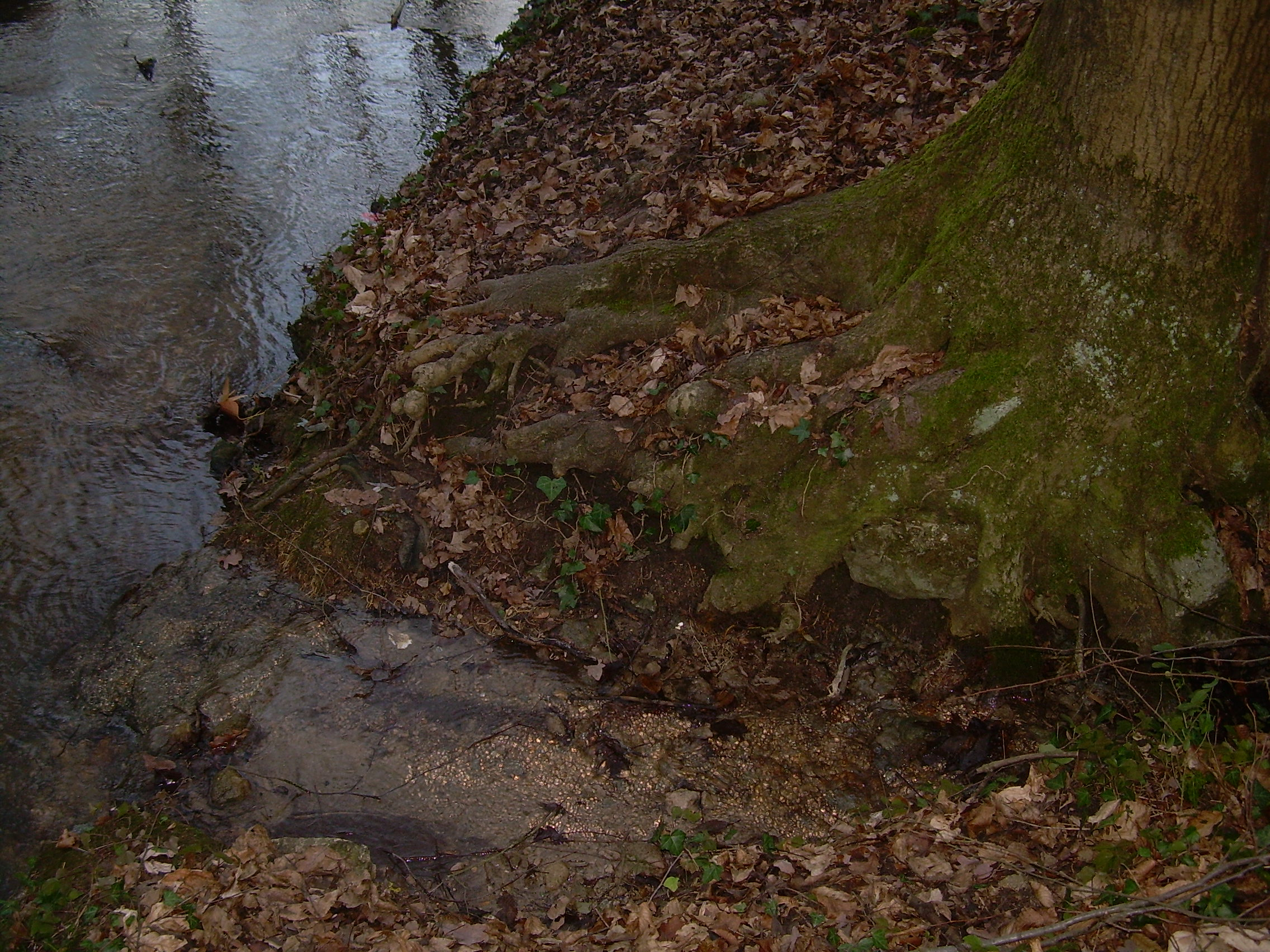
Confluent avec le Rouillon.
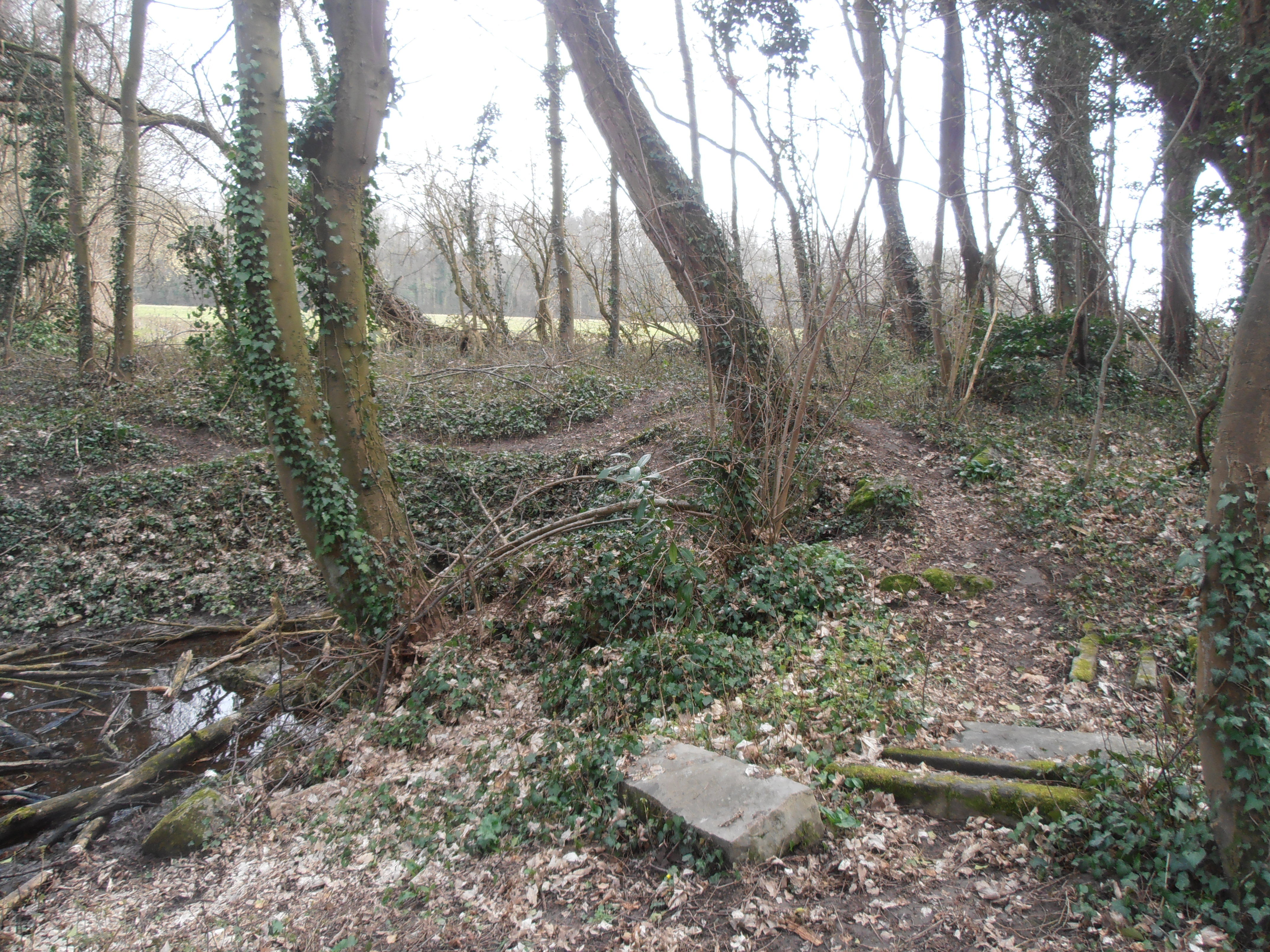
Fontaine des Templiers, source du ru des Templiers.
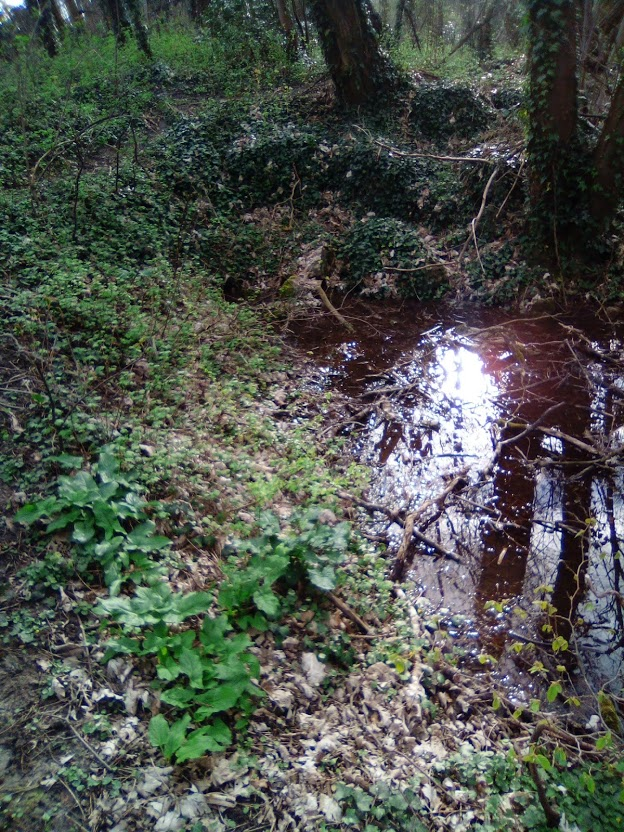
Le ru des Templiers.

## Sources
1. ↑  L’histoire du ru sans nom de la Grange au Breuil
2. ↑  Fontaine des Templiers